# TV Evangelizar
TV Evangelizar é uma rede de televisão brasileira sediada em Curitiba, capital do estado do Paraná. De cunho religioso, pertence à Associação Evangelizar e fundada pelo padre Reginaldo Manzotti.

## História
A TV Evangelizar surgiu em 16 de dezembro de 2011, ainda com o nome TV Lumen, quando a PUC-PR com dificuldades de operar a emissora comercialmente, cedeu o canal à Associação Evangelizar é Preciso, que é idealizada e coordenada pelo Padre Reginaldo Manzotti.
O nome do canal foi escolhido através de uma enquete no site do padre. Dentre as opções estavam TV Evangelizar, TV Dominus, TV Iluminar, TV Caritatis, TV Apostólica e TV Vida Fraterna. Havia também a possibilidade de sugerir outro nome. O nome escolhido pelo público foi TV Evangelizar.
Em 1º de setembro de 2015, a TV Evangelizar passa a transmitir sua programação em rede nacional em parceria com a TVCi (atual RCI). No ar, o canal passa a utilizar a marca “Rede Católica da Igreja”. Em novembro, o canal muda sua marca e passa a adotar a sigla RCI.
Em 1º de julho de 2016, a TV Evangelizar perde a rede nacional devido a desacordo comercial/financeiro com a TVCi, permanecendo apenas em municípios onde a TV Evangelizar possui retransmissoras próprias. Em 24 de agosto de 2016, o canal passa a utilizar a marca “Rede Evangelizar de Comunicação” e inaugura uma retransmissora em Fortaleza. No dia 8 de outubro de 2016, na Festa das Santas Chagas, o canal volta a se chamar TV Evangelizar.
No dia 30 de junho de 2023 passou a ter seu sinal disponível na Sky Brasil em HDTV pelo canal 586.

## Sinal digital
| PSIP | Canal físico | Proporção de tela | Programação                             |
| ---- | ------------ | ----------------- | --------------------------------------- |
| 16.1 | 17 UHF       | 1080i             | Programação principal da TV Evangelizar |

Em abril de 2012, a emissora iniciou os testes de transmissão digital para a Grande Curitiba pelo canal 17 UHF (16.1 virtual).
No final de dezembro de 2013, TV Evangelizar inciou os testes de transmissão digital DVB-S via satélite Star One C2, frequência antes ocupada pelo Canal Rural.[carece de fontes?] O anuncio oficial de lançamento foi realizado ao vivo pelo Padre Reginaldo Manzotti no dia 3 de fevereiro de 2014, durante o programa da Rádio Evangelizar, Experiência de Deus.

### Transição para o sinal digital
Com base no decreto federal de transição das emissoras de TV brasileiras do sinal analógico para o digital, a TV Evangelizar, bem como as outras emissoras de Curitiba, cessou suas transmissões pelo canal 16 UHF no dia 1º de fevereiro de 2018, seguindo o cronograma oficial da ANATEL.